# Europavej E85
E85 er en europavej der begynder i Klaipėda i Litauen og ender i Alexandroupolis i Grækenland. Undervejs går den blandt andet gennem: Kaunas og Vilnius i Litauen; Lida, Slonim og Kobryn i Hviderusland; Lutsk og Tjernivtsi i Ukraine; Siret, Suceava, Roman, Bacău, Mărăşeşti, Buzău, Urziceni, Bukarest og Giurgiu i Rumænien; Ruse, Bjala, Veliko Tarnovo, Stara Zagora, Haskovo og Svilengrad i Bulgarien; Ormenio, Kastanies og Didymotikho i Grækenland.